# Nocedo de Curueño
Nocedo de Curueño es una localidad del municipio leonés de Valdepiélago, en la Comunidad Autónoma de Castilla y León. 
La iglesia está dedicada a los santos Justo y Pastor.

## Localidades limítrofes
Confina con las siguientes localidades:
- Al noreste con Oville.
- Al sur con Montuerto.
- Al oeste con Valdorria.

## Demografía
Evolución de la población
| Gráfica de evolución demográfica de Nocedo de Curueño entre 2000 y 2017 |
|                                                                         |
| Población de derecho (2000-2017) según el padrón municipal del INE      |

## Historia
Así se describe a Nocedo de Curueño (Nocedo de la Encartación) en el tomo XII del Diccionario geográfico-estadístico-histórico de España y sus posesiones de Ultramar, obra impulsada por Pascual Madoz a mediados del siglo XIX:

Lugar en la provincia y diócesis de León (6 ¼ leguas), partido judicial de la Vecilla (1), audiencia territorial y capitanía general de Valladolid (27), ayuntamiento de Valdepiélago. Situado a la margen izquierda del río Curueño, en terreno desigual; su clima es frío. Tiene 20 casas; escuela de primeras letras, a la cual concurren los niños de Montuerto, cuyos vecinos son feligreses de la iglesia parroquial situada a la derecha y 20 pasos del camino; y se halla dedicada a San Justo y servida por un cura de ingreso y libre colación; hay una capellanía de patronato particular con cargo de misas y sin residencia, y buenas aguas potables. Confina con Valdeteja, Oville, Montuerto y Valdorria. El terreno es de ínfima calidad la mayor parte, de la que se riega una corta porción. Producciones: trigo, legumbres, centeno y pastos; cría ganados, caza de perdices y rebecos, y pesca de truchas. Población: 20 vecinos, 82 almas. Contribución: con el ayuntamiento.
Diccionario geográfico-estadístico-histórico de España y sus posesiones de Ultramar

La primera mención documentada data del año 953, por una donación de tierras pertenecientes a la corona del rey leonés Ordoño III al obispo de dicha ciudad en un lugar llamado " Nayteto ".